# Emmanuel Bourgeois
Pour les articles homonymes, voir Bourgeois.
Emmanuel-David Bourgeois, plus connu sous sa version simplifiée Emmanuel Bourgeois, né le 11 janvier 1803 à Yverdon et mort le 3 décembre 1865 à Grandson, est une personnalité politique suisse, membre de la Gauche Libérale (futur parti radical-démocratique). Il est député du canton de Vaud au Conseil des États de 1849 à 1851 et au Conseil national de 1851 à 1854.

## Biographie
Emmanuel Bourgeois naît le 11 janvier 1803 à Yverdon, dans le canton de Vaud. Protestant, originaire de Corcelettes (actuellement localité de la commune de Grandson), Grandson, Yverdon et Bonvillars, il est le fils de François Bourgeois, propriétaire, et de Charlotte de Crailsheim. Il épouse Elise-Marie-Françoise Doxat, fille de Jean-Louis, seigneur de Champvent, président du tribunal d'Yverdon.
Après avoir été élève du doyen Zehender au monastère de Gottstatt, il fait dès 1820 des études de philosophie à l'académie de Genève. À côté de sa carrière politique, il est propriétaire à Corcelettes. Il mène en outre les troupes vaudoises en 1847 lors de la guerre du Sonderbund et commande une division lors du coup d'État monarchiste connu sous le nom d'affaire de Neuchâtel, en 1856.

### Carrière politique
Préfet de Grandson de 1836 à 1847, il est député des Radicaux/Gauche Libérale (aile gauche du parti libéral) au Grand Conseil vaudois de 1849 à 1851. En parallèle, il est conseiller aux États, également de 1849 à 1851, puis conseiller national de 1851 à 1854. Il est également commissaire fédéral au Tessin en juillet 1851 puis, hormis lors de brèves interruptions, de février 1853 au printemps 1855,.

## Liens
- Ressources relatives à la vie publique :   - Documents diplomatiques suisses 1848-1975
  - Parlement suisse
- Notice dans un dictionnaire ou une encyclopédie généraliste :   - Dictionnaire historique de la Suisse
- Notices d'autorité :   - VIAF
  - GND